# 卡洛斯·塞巴洛斯
卡洛斯·塞巴洛斯（Carlos Ceballos,1981年9月13日—），哥伦比亚足球运动员，司职前鋒，曾效力于中超球队江苏舜天和中甲球队武汉卓尔。